# Harald Nordberg
Harald Nordberg född 27 maj 1949 i Askim, är en norsk illustratör och författare. 
Harald Nordberg är utbildad vid Statens håndverks- og kunstindustriskole i Oslo (1968-1971). Han har dessutom studerat scenografi vid University of Idaho 1973 och pedagogik vid Statens lærerskole i forming 1974. Harald Nordberg debuterade med bilderboken Sofie og Amanda 1978. Han har efter det arbetat med bilderböcker, både som förmedlare och illustratör av en rad barnböcker. Dessutom har han varit huvudillustratör och bildredaktör för De store hvite bøkene utgivna på Aschehoug förlag. Han har också gjort teckningar till barnprogram i NRK.
Harald Nordberg bor och arbetar i Oslo.